# Comtat del Gâtinais
El comtat del Gâtinais fou una jurisdicció feudal de França a la regió natural i històrica del Gatinais (Gâtinais). El seu nom deriva de pagus Vastinensis, del baix llatí vastinum derivat de vastus (buit, desèrtic). Fou habitat pels sènons, entre els carnuts a l'oest (Chartres) i els lingons a l'est (Langres). Fou un dels cinc pagi que van formar l'arquebisbat de Sens.
Generalment se'l considera format per dues parts anomenades per comoditat Gâtinais d'Orleans (Montargis i Pithiviers) i Gâtinais de França (Fontainebleau). Milly-la-Forêt al departament d'Essone reclama la seva pertinença a aquesta regió i altres comarques del departament del Yonne també en són considerades parts per molts. Així els seus límits naturals serien:
- El riu Sena al nord;
- El riu Yonne a l'est;
- El bosc d'Orléans, al sud;
- El riu Essonne a l'oest.

Fins a 15 comunes porten el nom de Gâtinais, 13 al Loiret i 2 a Seine-et-Marne. La capital històrica del país és Château-Landon però més tard les capitals foren Montargis (pel Gâtinais d'Orleans) i Nemours (pel Gâtinais francès). Les especialitats locals són el safrà i la mel.

## Història
La regió fou governada per vescomtes d'Orleans (vescomtat d'Orleans) que al segle x van agafar el títol de comtes de Gâtinais. Un dels comtes, Jofre II Ferriol es va casar amb la germana d'un comte d'Anjou i els seus fills foren comtes d'Anjou quan es va extingir la família dels Ingelgerians. Un dels seus descendents fou Jofré V d'Anjou conegut com a Jofre o Godofred Plantagenêt.

## Vescomtat d'Orleans
- Jofre († abans del 31 de març de 957), apareix a la zona en cartes o donacions el 935, 939 i 941, i és esmentat com a vescomte d'Orleans el 942
- Aubri († després del 966), vescomte d'Orleans el 957.

## Els comtes du Gâtinais
- Jofré I († 992/997), comte del Gâtinais, esmentat el 979, 985 i 991.

casat a Beatriu de Mâcon, filla d'Aubry II, comte de Mâcon
- Wal... (Walterius = Gualter ?), comte del Gâtinais, citat el 997. Clàssicament se l'identifica a un dels Gualters, comte de Vexin, d'Amiens de Valois, però en aquest cas podria ser tant Gualter I com Gualter II de Vexin.
- Aubry el Tort († abans de 1030), comte del Gâtinais, citat entre 1006 i 1028, fill de Jofre I de Beatriu de Mâcon.
- Jofré II Ferriol († 1043 o 1045), comte del Gâtinais citat de 1030 a la seva mort, germà uterí del precedent, fill d'Hug de Perche, i de Beatriu de Mâcon

casat amb Ermengarde d'Anjou (morta el 1076), filla de Folc III d'Anjou o Folc III Nerra, comte d'Anjou, i d'Hildegarda.
- Jofre III el Barbut († 1096), comte del Gâtinais de 1045 à 1068 i comte d'Anjou de 1056 à 1068, fill de Jofre II Ferriol i d'Ermengarda.

El 1068, Folc IV el Tauró o el Barallós, segon fill de Jofre II Ferriol i d'Ermengarda, va empresonar a son germà i es va apoderar del comtat d'Anjou cedint el Gâtinais al rei Felip I de França a canvi del seu suport.

## Genealogia
La genealogia dels comtes du Gâtinais és complicada d'establir perquè la documentació existent és escassa i a vegades imprecisa. Alguns intents fets en el passat s'han demostrat equivocats a causa dels errors de datació d'alguns actes o diplomes. Modernament hi ha dos intents de reconstrucció de la genealogia.

### Certeses genealògiques
| Jofre I comte del Gâtinais | Jofre I comte del Gâtinais | Jofre I comte del Gâtinais | Jofre I comte del Gâtinais | Jofre I comte del Gâtinais | Jofre I comte del Gâtinais |                                  |                                  |                                  |                                  |                                  |                                  | Beatriu de Mâcon | Beatriu de Mâcon | Beatriu de Mâcon | Beatriu de Mâcon | Beatriu de Mâcon | Beatriu de Mâcon |                                         |                                         |                                         |                                         |                                         |                                         | Hug de Perche | Hug de Perche | Hug de Perche | Hug de Perche | Hug de Perche | Hug de Perche |                       |                       | Folc III Nerra comte d'Anjou | Folc III Nerra comte d'Anjou | Folc III Nerra comte d'Anjou | Folc III Nerra comte d'Anjou | Folc III Nerra comte d'Anjou | Folc III Nerra comte d'Anjou |  |  |
| Jofre I comte del Gâtinais | Jofre I comte del Gâtinais | Jofre I comte del Gâtinais | Jofre I comte del Gâtinais | Jofre I comte del Gâtinais | Jofre I comte del Gâtinais |                                  |                                  |                                  |                                  |                                  |                                  | Beatriu de Mâcon | Beatriu de Mâcon | Beatriu de Mâcon | Beatriu de Mâcon | Beatriu de Mâcon | Beatriu de Mâcon |                                         |                                         |                                         |                                         |                                         |                                         | Hug de Perche | Hug de Perche | Hug de Perche | Hug de Perche | Hug de Perche | Hug de Perche |                       |                       | Folc III Nerra comte d'Anjou | Folc III Nerra comte d'Anjou | Folc III Nerra comte d'Anjou | Folc III Nerra comte d'Anjou | Folc III Nerra comte d'Anjou | Folc III Nerra comte d'Anjou |  |  |
|                            |                            |                            |                            |                            |                            |                                  |                                  |                                  |                                  |                                  |                                  |                  |                  |                  |                  |                  |                  |                                         |                                         |                                         |                                         |                                         |                                         |               |               |               |               |               |               |                       |                       |                              |                              |                              |                              |                              |                              |  |  |
|                            |                            |                            |                            |                            |                            | Aubri el Tort comte del Gâtinais | Aubri el Tort comte del Gâtinais | Aubri el Tort comte del Gâtinais | Aubri el Tort comte del Gâtinais | Aubri el Tort comte del Gâtinais | Aubri el Tort comte del Gâtinais |                  |                  |                  |                  |                  |                  | Jofre II comte del Gâtinais             | Jofre II comte del Gâtinais             | Jofre II comte del Gâtinais             | Jofre II comte del Gâtinais             | Jofre II comte del Gâtinais             | Jofre II comte del Gâtinais             |               |               |               |               |               |               |                       |                       | Ermengarde                   | Ermengarde                   | Ermengarde                   | Ermengarde                   | Ermengarde                   | Ermengarde                   |  |  |
|                            |                            |                            |                            |                            |                            | Aubri el Tort comte del Gâtinais | Aubri el Tort comte del Gâtinais | Aubri el Tort comte del Gâtinais | Aubri el Tort comte del Gâtinais | Aubri el Tort comte del Gâtinais | Aubri el Tort comte del Gâtinais |                  |                  |                  |                  |                  |                  | Jofre II comte del Gâtinais             | Jofre II comte del Gâtinais             | Jofre II comte del Gâtinais             | Jofre II comte del Gâtinais             | Jofre II comte del Gâtinais             | Jofre II comte del Gâtinais             |               |               |               |               |               |               |                       |                       | Ermengarde                   | Ermengarde                   | Ermengarde                   | Ermengarde                   | Ermengarde                   | Ermengarde                   |  |  |
|                            |                            |                            |                            |                            |                            |                                  |                                  |                                  |                                  |                                  |                                  |                  |                  |                  |                  |                  |                  |                                         |                                         |                                         |                                         |                                         |                                         |               |               |               |               |               |               |                       |                       |                              |                              |                              |                              |                              |                              |  |  |
|                            |                            |                            |                            |                            |                            |                                  |                                  |                                  |                                  |                                  |                                  |                  |                  |                  |                  |                  |                  |                                         |                                         |                                         |                                         |                                         |                                         |               |               |               |               |               |               |                       |                       |                              |                              |                              |                              |                              |                              |  |  |
|                            |                            |                            |                            |                            |                            |                                  |                                  |                                  |                                  |                                  |                                  |                  |                  |                  |                  |                  |                  | Jofre III comte del Gâtinais et d'Anjou | Jofre III comte del Gâtinais et d'Anjou | Jofre III comte del Gâtinais et d'Anjou | Jofre III comte del Gâtinais et d'Anjou | Jofre III comte del Gâtinais et d'Anjou | Jofre III comte del Gâtinais et d'Anjou |               |               |               |               |               |               | Folc IV comte d'Anjou | Folc IV comte d'Anjou | Folc IV comte d'Anjou        | Folc IV comte d'Anjou        | Folc IV comte d'Anjou        | Folc IV comte d'Anjou        |                              |                              |  |  |

### Genealogia, d'acord amb Édouard de Saint-Phalle
El seu raonament està basat en el fet que els fills de diferents matrimonis de Beatriu de Mâcon es van succeir al capdavant del comtat i, per tant, dedueix que fou Beatriu de Mâcon la que va aportar Gâtinais als seus marits. Beatriu era filla d'Aubri II de Mâcon i està precedida al Gâtinais per Aubry, vescomte d'Orléans, del que dedueix que els dos Aubri són la mateixa persona. Aubry II de Mâcon no obstant tenia fills que no van heretar el Gâtinais, sensiblement més joves que Beatriu, i suposa que aquesta hauria nascut d'una primera esposa que seria filla del vescomte Jofre d'Orleans. A més identifica al comte desconegut "Wal..." com Gualter o Walteri I, comte de Vexin, de Valois i d'Amiens, al que considera un dels marits de Beatriu. Tot això dona el següent quadre:
| Jofre vescomte d'Orleans |    |    |    |    |    |                                   |  |  |  |  |  |                         |                         |                         |                         |                         |                         |                |                |  |  |                                 |                                 |                                 |                                 |                                 |                                 |  |  |                      |                      |                      |                      |                      |                      |  |  |                |                |                |                |                |                |  |  |  |  |  |  |  |  |  |  |  |  |  |  |  |  |  |  |  |  |  |  |  |  |  |  |
|                          |    |    |    |    |    |                                   |  |  |  |  |  |                         |                         |                         |                         |                         |                         |                |                |  |  |                                 |                                 |                                 |                                 |                                 |                                 |  |  |                      |                      |                      |                      |                      |                      |  |  |                |                |                |                |                |                |  |  |  |  |  |  |  |  |  |  |  |  |  |  |  |  |  |  |  |  |  |  |  |  |  |  |
| NN                       | NN | NN | NN | NN | NN |                                   |  |  |  |  |  | Aubri II comte de Mâcon | Aubri II comte de Mâcon | Aubri II comte de Mâcon | Aubri II comte de Mâcon | Aubri II comte de Mâcon | Aubri II comte de Mâcon |                |                |  |  |                                 |                                 |                                 |                                 |                                 |                                 |  |  |                      |                      |                      |                      |                      |                      |  |  |                |                |                |                |                |                |  |  |  |  |  |  |  |  |  |  |  |  |  |  |  |  |  |  |  |  |  |  |  |  |  |  |
| NN                       | NN | NN | NN | NN | NN |                                   |  |  |  |  |  | Aubri II comte de Mâcon | Aubri II comte de Mâcon | Aubri II comte de Mâcon | Aubri II comte de Mâcon | Aubri II comte de Mâcon | Aubri II comte de Mâcon |                |                |  |  |                                 |                                 |                                 |                                 |                                 |                                 |  |  |                      |                      |                      |                      |                      |                      |  |  |                |                |                |                |                |                |  |  |  |  |  |  |  |  |  |  |  |  |  |  |  |  |  |  |  |  |  |  |  |  |  |  |
|                          |    |    |    |    |    |                                   |  |  |  |  |  |                         |                         |                         |                         |                         |                         |                |                |  |  |                                 |                                 |                                 |                                 |                                 |                                 |  |  |                      |                      |                      |                      |                      |                      |  |  |                |                |                |                |                |                |  |  |  |  |  |  |  |  |  |  |  |  |  |  |  |  |  |  |  |  |  |  |  |  |  |  |
|                          |    |    |    |    |    | Beatriu de Mâcon casada 3 vegades |  |  |  |  |  |                         |                         |                         |                         |                         |                         |                |                |  |  |                                 |                                 |                                 |                                 |                                 |                                 |  |  |                      |                      |                      |                      |                      |                      |  |  |                |                |                |                |                |                |  |  |  |  |  |  |  |  |  |  |  |  |  |  |  |  |  |  |  |  |  |  |  |  |  |  |
|                          |    |    |    |    |    |                                   |  |  |  |  |  |                         |                         |                         |                         |                         |                         |                |                |  |  |                                 |                                 |                                 |                                 |                                 |                                 |  |  |                      |                      |                      |                      |                      |                      |  |  |                |                |                |                |                |                |  |  |  |  |  |  |  |  |  |  |  |  |  |  |  |  |  |  |  |  |  |  |  |  |  |  |
|                          |    |    |    |    |    |                                   |  |  |  |  |  |                         |                         | 1) amb Jofre I          | 1) amb Jofre I          | 1) amb Jofre I          | 1) amb Jofre I          | 1) amb Jofre I | 1) amb Jofre I |  |  | 2) amb Gualter I comte de Vexin | 2) amb Gualter I comte de Vexin | 2) amb Gualter I comte de Vexin | 2) amb Gualter I comte de Vexin | 2) amb Gualter I comte de Vexin | 2) amb Gualter I comte de Vexin |  |  | 3) amb Hug de Perche | 3) amb Hug de Perche | 3) amb Hug de Perche | 3) amb Hug de Perche | 3) amb Hug de Perche | 3) amb Hug de Perche |  |  | Folc III Nerra | Folc III Nerra | Folc III Nerra | Folc III Nerra | Folc III Nerra | Folc III Nerra |  |  |  |  |  |  |  |  |  |  |  |  |  |  |  |  |  |  |  |  |  |  |  |  |  |  |
|                          |    |    |    |    |    |                                   |  |  |  |  |  |                         |                         | 1) amb Jofre I          | 1) amb Jofre I          | 1) amb Jofre I          | 1) amb Jofre I          | 1) amb Jofre I | 1) amb Jofre I |  |  | 2) amb Gualter I comte de Vexin | 2) amb Gualter I comte de Vexin | 2) amb Gualter I comte de Vexin | 2) amb Gualter I comte de Vexin | 2) amb Gualter I comte de Vexin | 2) amb Gualter I comte de Vexin |  |  | 3) amb Hug de Perche | 3) amb Hug de Perche | 3) amb Hug de Perche | 3) amb Hug de Perche | 3) amb Hug de Perche | 3) amb Hug de Perche |  |  | Folc III Nerra | Folc III Nerra | Folc III Nerra | Folc III Nerra | Folc III Nerra | Folc III Nerra |  |  |  |  |  |  |  |  |  |  |  |  |  |  |  |  |  |  |  |  |  |  |  |  |  |  |
|                          |    |    |    |    |    |                                   |  |  |  |  |  |                         |                         | Aubri el Tort           | Aubri el Tort           | Aubri el Tort           | Aubri el Tort           | Aubri el Tort  | Aubri el Tort  |  |  |                                 |                                 |                                 |                                 |                                 |                                 |  |  | Jofre II             | Jofre II             | Jofre II             | Jofre II             | Jofre II             | Jofre II             |  |  | Ermengarda     | Ermengarda     | Ermengarda     | Ermengarda     | Ermengarda     | Ermengarda     |  |  |  |  |  |  |  |  |  |  |  |  |  |  |  |  |  |  |  |  |  |  |  |  |  |  |
|                          |    |    |    |    |    |                                   |  |  |  |  |  |                         |                         | Aubri el Tort           | Aubri el Tort           | Aubri el Tort           | Aubri el Tort           | Aubri el Tort  | Aubri el Tort  |  |  |                                 |                                 |                                 |                                 |                                 |                                 |  |  | Jofre II             | Jofre II             | Jofre II             | Jofre II             | Jofre II             | Jofre II             |  |  | Ermengarda     | Ermengarda     | Ermengarda     | Ermengarda     | Ermengarda     | Ermengarda     |  |  |  |  |  |  |  |  |  |  |  |  |  |  |  |  |  |  |  |  |  |  |  |  |  |  |
|                          |    |    |    |    |    |                                   |  |  |  |  |  |                         |                         |                         |                         |                         |                         |                |                |  |  |                                 |                                 |                                 |                                 |                                 |                                 |  |  |                      |                      |                      |                      |                      |                      |  |  |                |                |                |                |                |                |  |  |  |  |  |  |  |  |  |  |  |  |  |  |  |  |  |  |  |  |  |  |  |  |  |  |
|                          |    |    |    |    |    |                                   |  |  |  |  |  |                         |                         |                         |                         |                         |                         |                |                |  |  |                                 |                                 |                                 |                                 |                                 |                                 |  |  |                      |                      |                      |                      |                      |                      |  |  |                |                |                |                |                |                |  |  |  |  |  |  |  |  |  |  |  |  |  |  |  |  |  |  |  |  |  |  |  |  |  |  |
|                          |    |    |    |    |    |                                   |  |  |  |  |  |                         |                         |                         |                         |                         |                         |                |                |  |  |                                 |                                 |                                 |                                 |                                 |                                 |  |  | Jofre III            | Jofre III            | Jofre III            | Jofre III            | Jofre III            | Jofre III            |  |  | Folc IV        | Folc IV        | Folc IV        | Folc IV        | Folc IV        | Folc IV        |  |  |  |  |  |  |  |  |  |  |  |  |  |  |  |  |  |  |  |  |  |  |  |  |  |  |

### Genealogia d'acord amb Christian Settipani
La genealogia anterior presenta alguns punt dèbils:
- Un matrimoni entre Beatriu i el comte Gualter I de Vexin no s'esmenta en lloc, ni tampoc un primer matrimoni d'Aubri II de Mâcon
- L'argument segons el qual si fills sorgits de diferents matrimonis d'una dona se succeeixen al capdavant d'un mateix feu implica que aquest feu procedeix de la mare, no està comprovat al cent per cent al final del segle x.
- la identificació entre Aubr II, comte de Mâcon, i Aubry, vescomte d'Orleans, és molt incerta.

Christian Settipani considera que Gualter I de Vexin, pel seu matrimoni amb Adela d'Anjou, va emparentar amb els vescomtes d'Orleans i que a l'extinció d'aquesta primera família vescomtal, els va heretar i el seu fill Jofre, l'únic dels seus fills que no tenia cap feu, va rebre el Gâtinais. A la seva mort, deixant un fill de poca edat, la direcció del comtat fou encarregada a son germà Gualter II el Blanc, comte de Vexin, fins que Aubry el Tort va arribar a la majoria. A la mort d'aquest darrer, el comtat va revertir al seu hereu natural, és a dir al seu germanastre Jofre II Ferriol.
|                          |                          |                          |                          |                          |                          |  |  |  |  |  |  |                           |                           |                           |                           |                           |                           | Jofre vescomte d'Orleans        | Jofre vescomte d'Orleans        | Jofre vescomte d'Orleans        | Jofre vescomte d'Orleans        | Jofre vescomte d'Orleans        | Jofre vescomte d'Orleans        |                         |                         |                         |                         |                         |                         |                                       |                                       |                                       |                                       |                                       |                                       | Folc I el Ros (Panotxa) comte d'Anjou | Folc I el Ros (Panotxa) comte d'Anjou | Folc I el Ros (Panotxa) comte d'Anjou | Folc I el Ros (Panotxa) comte d'Anjou | Folc I el Ros (Panotxa) comte d'Anjou | Folc I el Ros (Panotxa) comte d'Anjou |                       |                       |                       |                       |                       |                       |                                     |                                     |                                     |                                     |                                     |                                     |                                |                                |                                |                                |                                |                                |  |  |
|                          |                          |                          |                          |                          |                          |  |  |  |  |  |  |                           |                           |                           |                           |                           |                           | Jofre vescomte d'Orleans        | Jofre vescomte d'Orleans        | Jofre vescomte d'Orleans        | Jofre vescomte d'Orleans        | Jofre vescomte d'Orleans        | Jofre vescomte d'Orleans        |                         |                         |                         |                         |                         |                         |                                       |                                       |                                       |                                       |                                       |                                       | Folc I el Ros (Panotxa) comte d'Anjou | Folc I el Ros (Panotxa) comte d'Anjou | Folc I el Ros (Panotxa) comte d'Anjou | Folc I el Ros (Panotxa) comte d'Anjou | Folc I el Ros (Panotxa) comte d'Anjou | Folc I el Ros (Panotxa) comte d'Anjou |                       |                       |                       |                       |                       |                       |                                     |                                     |                                     |                                     |                                     |                                     |                                |                                |                                |                                |                                |                                |  |  |
|                          |                          |                          |                          |                          |                          |  |  |  |  |  |  |                           |                           |                           |                           |                           |                           |                                 |                                 |                                 |                                 |                                 |                                 |                         |                         |                         |                         |                         |                         |                                       |                                       |                                       |                                       |                                       |                                       |                                       |                                       |                                       |                                       |                                       |                                       |                       |                       |                       |                       |                       |                       |                                     |                                     |                                     |                                     |                                     |                                     |                                |                                |                                |                                |                                |                                |  |  |
|                          |                          |                          |                          |                          |                          |  |  |  |  |  |  | Aubry vescomte d'Orléans  | Aubry vescomte d'Orléans  | Aubry vescomte d'Orléans  | Aubry vescomte d'Orléans  | Aubry vescomte d'Orléans  | Aubry vescomte d'Orléans  |                                 |                                 |                                 |                                 |                                 |                                 | Gerberga                | Gerberga                | Gerberga                | Gerberga                | Gerberga                | Gerberga                |                                       |                                       |                                       |                                       |                                       |                                       | Folc II el Bo comte d'Anjou           | Folc II el Bo comte d'Anjou           | Folc II el Bo comte d'Anjou           | Folc II el Bo comte d'Anjou           | Folc II el Bo comte d'Anjou           | Folc II el Bo comte d'Anjou           |                       |                       |                       |                       |                       |                       |                                     |                                     |                                     |                                     |                                     |                                     |                                |                                |                                |                                |                                |                                |  |  |
|                          |                          |                          |                          |                          |                          |  |  |  |  |  |  | Aubry vescomte d'Orléans  | Aubry vescomte d'Orléans  | Aubry vescomte d'Orléans  | Aubry vescomte d'Orléans  | Aubry vescomte d'Orléans  | Aubry vescomte d'Orléans  |                                 |                                 |                                 |                                 |                                 |                                 | Gerberga                | Gerberga                | Gerberga                | Gerberga                | Gerberga                | Gerberga                |                                       |                                       |                                       |                                       |                                       |                                       | Folc II el Bo comte d'Anjou           | Folc II el Bo comte d'Anjou           | Folc II el Bo comte d'Anjou           | Folc II el Bo comte d'Anjou           | Folc II el Bo comte d'Anjou           | Folc II el Bo comte d'Anjou           |                       |                       |                       |                       |                       |                       |                                     |                                     |                                     |                                     |                                     |                                     |                                |                                |                                |                                |                                |                                |  |  |
|                          |                          |                          |                          |                          |                          |  |  |  |  |  |  |                           |                           |                           |                           |                           |                           |                                 |                                 |                                 |                                 |                                 |                                 |                         |                         |                         |                         |                         |                         |                                       |                                       |                                       |                                       |                                       |                                       |                                       |                                       |                                       |                                       |                                       |                                       |                       |                       |                       |                       |                       |                       |                                     |                                     |                                     |                                     |                                     |                                     |                                |                                |                                |                                |                                |                                |  |  |
|                          |                          |                          |                          |                          |                          |  |  |  |  |  |  |                           |                           |                           |                           |                           |                           |                                 |                                 |                                 |                                 |                                 |                                 |                         |                         |                         |                         |                         |                         |                                       |                                       |                                       |                                       |                                       |                                       |                                       |                                       |                                       |                                       |                                       |                                       |                       |                       |                       |                       |                       |                       |                                     |                                     |                                     |                                     |                                     |                                     |                                |                                |                                |                                |                                |                                |  |  |
|                          |                          |                          |                          |                          |                          |  |  |  |  |  |  |                           |                           |                           |                           |                           |                           |                                 |                                 |                                 |                                 |                                 |                                 |                         |                         |                         |                         |                         |                         |                                       |                                       |                                       |                                       |                                       |                                       |                                       |                                       |                                       |                                       |                                       |                                       |                       |                       |                       |                       |                       |                       |                                     |                                     |                                     |                                     |                                     |                                     |                                |                                |                                |                                |                                |                                |  |  |
| Gualter I comte de Vexin | Gualter I comte de Vexin | Gualter I comte de Vexin | Gualter I comte de Vexin | Gualter I comte de Vexin | Gualter I comte de Vexin |  |  |  |  |  |  | Adela                     | Adela                     | Adela                     | Adela                     | Adela                     | Adela                     |                                 |                                 |                                 |                                 |                                 |                                 | Aubri II comte de Mâcon | Aubri II comte de Mâcon | Aubri II comte de Mâcon | Aubri II comte de Mâcon | Aubri II comte de Mâcon | Aubri II comte de Mâcon |                                       |                                       |                                       |                                       |                                       |                                       |                                       |                                       |                                       |                                       |                                       |                                       |                       |                       |                       |                       |                       |                       | Jofre I Grisegonnelle comte d'Anjou | Jofre I Grisegonnelle comte d'Anjou | Jofre I Grisegonnelle comte d'Anjou | Jofre I Grisegonnelle comte d'Anjou | Jofre I Grisegonnelle comte d'Anjou | Jofre I Grisegonnelle comte d'Anjou |                                |                                |                                |                                |                                |                                |  |  |
| Gualter I comte de Vexin | Gualter I comte de Vexin | Gualter I comte de Vexin | Gualter I comte de Vexin | Gualter I comte de Vexin | Gualter I comte de Vexin |  |  |  |  |  |  | Adela                     | Adela                     | Adela                     | Adela                     | Adela                     | Adela                     |                                 |                                 |                                 |                                 |                                 |                                 | Aubri II comte de Mâcon | Aubri II comte de Mâcon | Aubri II comte de Mâcon | Aubri II comte de Mâcon | Aubri II comte de Mâcon | Aubri II comte de Mâcon |                                       |                                       |                                       |                                       |                                       |                                       |                                       |                                       |                                       |                                       |                                       |                                       |                       |                       |                       |                       |                       |                       | Jofre I Grisegonnelle comte d'Anjou | Jofre I Grisegonnelle comte d'Anjou | Jofre I Grisegonnelle comte d'Anjou | Jofre I Grisegonnelle comte d'Anjou | Jofre I Grisegonnelle comte d'Anjou | Jofre I Grisegonnelle comte d'Anjou |                                |                                |                                |                                |                                |                                |  |  |
|                          |                          |                          |                          |                          |                          |  |  |  |  |  |  |                           |                           |                           |                           |                           |                           |                                 |                                 |                                 |                                 |                                 |                                 |                         |                         |                         |                         |                         |                         |                                       |                                       |                                       |                                       |                                       |                                       |                                       |                                       |                                       |                                       |                                       |                                       |                       |                       |                       |                       |                       |                       |                                     |                                     |                                     |                                     |                                     |                                     |                                |                                |                                |                                |                                |                                |  |  |
|                          |                          |                          |                          |                          |                          |  |  |  |  |  |  |                           |                           |                           |                           |                           |                           |                                 |                                 |                                 |                                 |                                 |                                 |                         |                         |                         |                         |                         |                         |                                       |                                       |                                       |                                       |                                       |                                       |                                       |                                       |                                       |                                       |                                       |                                       |                       |                       |                       |                       |                       |                       |                                     |                                     |                                     |                                     |                                     |                                     |                                |                                |                                |                                |                                |                                |  |  |
| Gualter II el Blanc      | Gualter II el Blanc      | Gualter II el Blanc      | Gualter II el Blanc      | Gualter II el Blanc      | Gualter II el Blanc      |  |  |  |  |  |  | Jofre I comte de Gâtinais | Jofre I comte de Gâtinais | Jofre I comte de Gâtinais | Jofre I comte de Gâtinais | Jofre I comte de Gâtinais | Jofre I comte de Gâtinais |                                 |                                 |                                 |                                 |                                 |                                 | Beatriu de Mâcon        | Beatriu de Mâcon        | Beatriu de Mâcon        | Beatriu de Mâcon        | Beatriu de Mâcon        | Beatriu de Mâcon        |                                       |                                       |                                       |                                       |                                       |                                       | Hug de Perche                         | Hug de Perche                         | Hug de Perche                         | Hug de Perche                         | Hug de Perche                         | Hug de Perche                         |                       |                       |                       |                       |                       |                       | Folc III Nerra comte d'Anjou        | Folc III Nerra comte d'Anjou        | Folc III Nerra comte d'Anjou        | Folc III Nerra comte d'Anjou        | Folc III Nerra comte d'Anjou        | Folc III Nerra comte d'Anjou        |                                |                                |                                |                                |                                |                                |  |  |
| Gualter II el Blanc      | Gualter II el Blanc      | Gualter II el Blanc      | Gualter II el Blanc      | Gualter II el Blanc      | Gualter II el Blanc      |  |  |  |  |  |  | Jofre I comte de Gâtinais | Jofre I comte de Gâtinais | Jofre I comte de Gâtinais | Jofre I comte de Gâtinais | Jofre I comte de Gâtinais | Jofre I comte de Gâtinais |                                 |                                 |                                 |                                 |                                 |                                 | Beatriu de Mâcon        | Beatriu de Mâcon        | Beatriu de Mâcon        | Beatriu de Mâcon        | Beatriu de Mâcon        | Beatriu de Mâcon        |                                       |                                       |                                       |                                       |                                       |                                       | Hug de Perche                         | Hug de Perche                         | Hug de Perche                         | Hug de Perche                         | Hug de Perche                         | Hug de Perche                         |                       |                       |                       |                       |                       |                       | Folc III Nerra comte d'Anjou        | Folc III Nerra comte d'Anjou        | Folc III Nerra comte d'Anjou        | Folc III Nerra comte d'Anjou        | Folc III Nerra comte d'Anjou        | Folc III Nerra comte d'Anjou        |                                |                                |                                |                                |                                |                                |  |  |
|                          |                          |                          |                          |                          |                          |  |  |  |  |  |  |                           |                           |                           |                           |                           |                           |                                 |                                 |                                 |                                 |                                 |                                 |                         |                         |                         |                         |                         |                         |                                       |                                       |                                       |                                       |                                       |                                       |                                       |                                       |                                       |                                       |                                       |                                       |                       |                       |                       |                       |                       |                       |                                     |                                     |                                     |                                     |                                     |                                     |                                |                                |                                |                                |                                |                                |  |  |
|                          |                          |                          |                          |                          |                          |  |  |  |  |  |  |                           |                           |                           |                           |                           |                           |                                 |                                 |                                 |                                 |                                 |                                 |                         |                         |                         |                         |                         |                         |                                       |                                       |                                       |                                       |                                       |                                       |                                       |                                       |                                       |                                       |                                       |                                       |                       |                       |                       |                       |                       |                       |                                     |                                     |                                     |                                     |                                     |                                     |                                |                                |                                |                                |                                |                                |  |  |
|                          |                          |                          |                          |                          |                          |  |  |  |  |  |  |                           |                           |                           |                           |                           |                           | Aubri el Tort comte de Gâtinais | Aubri el Tort comte de Gâtinais | Aubri el Tort comte de Gâtinais | Aubri el Tort comte de Gâtinais | Aubri el Tort comte de Gâtinais | Aubri el Tort comte de Gâtinais |                         |                         |                         |                         |                         |                         | Jofre II comte de Gâtinais            | Jofre II comte de Gâtinais            | Jofre II comte de Gâtinais            | Jofre II comte de Gâtinais            | Jofre II comte de Gâtinais            | Jofre II comte de Gâtinais            |                                       |                                       |                                       |                                       |                                       |                                       | Ermengarda            | Ermengarda            | Ermengarda            | Ermengarda            | Ermengarda            | Ermengarda            |                                     |                                     |                                     |                                     |                                     |                                     | Jofre II Martell comte d'Anjou | Jofre II Martell comte d'Anjou | Jofre II Martell comte d'Anjou | Jofre II Martell comte d'Anjou | Jofre II Martell comte d'Anjou | Jofre II Martell comte d'Anjou |  |  |
|                          |                          |                          |                          |                          |                          |  |  |  |  |  |  |                           |                           |                           |                           |                           |                           | Aubri el Tort comte de Gâtinais | Aubri el Tort comte de Gâtinais | Aubri el Tort comte de Gâtinais | Aubri el Tort comte de Gâtinais | Aubri el Tort comte de Gâtinais | Aubri el Tort comte de Gâtinais |                         |                         |                         |                         |                         |                         | Jofre II comte de Gâtinais            | Jofre II comte de Gâtinais            | Jofre II comte de Gâtinais            | Jofre II comte de Gâtinais            | Jofre II comte de Gâtinais            | Jofre II comte de Gâtinais            |                                       |                                       |                                       |                                       |                                       |                                       | Ermengarda            | Ermengarda            | Ermengarda            | Ermengarda            | Ermengarda            | Ermengarda            |                                     |                                     |                                     |                                     |                                     |                                     | Jofre II Martell comte d'Anjou | Jofre II Martell comte d'Anjou | Jofre II Martell comte d'Anjou | Jofre II Martell comte d'Anjou | Jofre II Martell comte d'Anjou | Jofre II Martell comte d'Anjou |  |  |
|                          |                          |                          |                          |                          |                          |  |  |  |  |  |  |                           |                           |                           |                           |                           |                           |                                 |                                 |                                 |                                 |                                 |                                 |                         |                         |                         |                         |                         |                         |                                       |                                       |                                       |                                       |                                       |                                       |                                       |                                       |                                       |                                       |                                       |                                       |                       |                       |                       |                       |                       |                       |                                     |                                     |                                     |                                     |                                     |                                     |                                |                                |                                |                                |                                |                                |  |  |
|                          |                          |                          |                          |                          |                          |  |  |  |  |  |  |                           |                           |                           |                           |                           |                           |                                 |                                 |                                 |                                 |                                 |                                 |                         |                         |                         |                         |                         |                         |                                       |                                       |                                       |                                       |                                       |                                       |                                       |                                       |                                       |                                       |                                       |                                       |                       |                       |                       |                       |                       |                       |                                     |                                     |                                     |                                     |                                     |                                     |                                |                                |                                |                                |                                |                                |  |  |
|                          |                          |                          |                          |                          |                          |  |  |  |  |  |  |                           |                           |                           |                           |                           |                           |                                 |                                 |                                 |                                 |                                 |                                 |                         |                         |                         |                         |                         |                         | Jofre III comte de Gâtinais i d'Anjou | Jofre III comte de Gâtinais i d'Anjou | Jofre III comte de Gâtinais i d'Anjou | Jofre III comte de Gâtinais i d'Anjou | Jofre III comte de Gâtinais i d'Anjou | Jofre III comte de Gâtinais i d'Anjou |                                       |                                       |                                       |                                       |                                       |                                       | Folc IV comte d'Anjou | Folc IV comte d'Anjou | Folc IV comte d'Anjou | Folc IV comte d'Anjou | Folc IV comte d'Anjou | Folc IV comte d'Anjou |                                     |                                     |                                     |                                     |                                     |                                     |                                |                                |                                |                                |                                |                                |  |  |